# Palantir
Palantir — американская компания, разработчик программного обеспечения анализа данных для организаций, основные заказчики — военные структуры, спецслужбы, инвестиционные банки, хедж-фонды.
Основана в 2003 году группой инвесторов — выходцев из PayPal во главе с Питером Тилем. К середине 2010-х годов считалась четвёртым по капитализации стартапом в мире (после Uber, Xiaomi и Airbnb) с оценкой стоимости бизнеса в $20 млрд, при этом отмечались признаки «инвестиционного пузыря» в связи с сомнительными финансовыми результатами. В 2020 году акции компании размещены на Нью-Йоркской фондовой бирже с капитализацией в $16 млрд.
Штаб-квартира фирмы расположена в Пало-Альто, представительства открыты в 9 странах.

## История
Несмотря на то, что в публикациях в качестве времени основания компании обычно фигурирует 2004 год или даже 2005 год, документы Комиссии по ценным бумагам и биржам свидетельствуют, что Тиль зарегистрировал фирму в мае 2003 года. Название компании происходит от «палантиров» — магических камней из легендариума Толкина, позволяющих увидеть происходящее на расстоянии.
В 2004 году к работам по созданию программного прототипа привлечены бывший программист PayPal Натан Геттингс (англ. Nathan Gеttings), стажёр-программист PayPal Джо Лонсдейл (англ. Joe Lonsdale), а также студент-старшекурсник Стэнфордского университета Стивен Коэн (англ. Stephen Cohen). До прихода в Palantir Геттингс работал в PayPal над системой Igor, обеспечивающей автоматический отбор подозрительных операций и представление их в удобной для операторов по контролю за платежами форме и позволившей справиться с волной мошеннических операций в начале 2000-х годов; Коэн в Стэнфорде изучал искусственный интеллект под руководством Эндрю Ына, а Лонсдейл во время учёбы в Стэнфорде был главным редактором принадлежащего Тилю либертарианского журнала The Stanford Review.
Позднее в 2004 году на должность генерального директора Тиль пригласил сокурсника по Стэнфордской школе права Алекса Карпа (англ. Alex Karp). В том же году Тиль, Геттингс, Лонсдейл, Коэн и Карп зарегистрированы в качестве соучредителей компании, в конце 2000-х годов всех их (наряду с Илоном Маском, Ридом Хоффманом и некоторыми другими бывшими сотрудниками PayPal) средства массовой информации отнесли к так называемой «мафии PayPal» — неформальному объединению предпринимателей и инвесторов, образовавшемуся вокруг Тиля. Известно, что в 2004 году Тиль и Карп при посредничестве Ричарда Перла консультировались с бывшим советником по национальной безопасности Джоном Пойндекстером, который впоследствии положительно отозвался о пользовательском интерфейсе продемонстрированного ему прототипа.
До 2005 года компания существовала на средства персонального фонда Тиля, такие венчурные фонды Кремниевой долины как Sequoia Capital и Kleiner Perkins не сочли возможным инвестировать в Palantir на раннем этапе. В 2005 году получены инвестиции от нескольких европейских инвесторов по личным связям Карпа. В 2005 году фирма получила первое финансирование от In-Q-Tel — специализированного некоммерческого венчурного фонда ЦРУ в размере $2 млн; к тому времени вложения Тиля в компанию превысили $30 млн. В том же году ЦРУ заключило первый контракт с Palantir. В 2007 году компания открыла представительство в Фэрфаксе (пригороде Вашингтона, где расположена штаб-квартира ЦРУ), столичный офис возглавил бывший офицер спецслужб Дэвид Уорн (David Worn).
До 2008 года ЦРУ было единственным заказчиком компании, когда с его разрешения программное обеспечение Palantir начало внедряться правоохранителям и в другие американские спецслужбы. С 2010 года началась активная кампания по публичному продвижению продукции компании на широком рынке. В апреле 2010 года вышел пресс-релиз Palantir и Thomson Reuters о совместной разработке программной платформы финансового анализа под QA Studio. В том же месяце опубликована информация о том, что платформа Palantir Government использовалась канадским Центром Мунка (англ. Munk Centre for International Relations) для разоблачения китайской шпионской киберсети Shadow Network. В конце 2010 года представлены результаты шестнадцатимесячной разработки Palantir для тактико-аналитической поддержки военных операций в Афганистане, проводимых Армией США, в которой кроме серверных технологий и настольных клиентских программ применены также мобильные приложения для носимых устройств; вскоре в прессе появились сведения о том, что технологии Palantir предположительно были задействованы в спецоперации по уничтожению лидера «Аль-Каиды» Усамы бин Ладена весной 2011 года.
В 2011 году появился первый коммерческий клиент — банк JPMorgan Chase, заказавший создание системы по борьбе с мошенничеством и контролю качества ипотечного портфеля по рекомендации полицейского управления Нью-Йорка, пользовавшегося продукцией Palantir.
В 2013—2015 годы были предприняты усилия по охвату крупных компаний, производящих продукцию широкого потребления, для таких заказчиков предполагалось создать также систему взаимообмена информацией о покупателях, главными участниками такого сообщества должны были стать Coca-Cola, Kimberly Clark и Hershey’s. Однако в 2016 году стало известно, что Coca-Cola отказалась подписать пятилетний контракт, а Hershey´s, хотя и продолжила использование продуктов Palantir, не удовлетворена практическими результатами за 2015 год. Кроме того, сообщалось о срыве в 2015 году крупных сделок с News Corporation, NASDAQ и American Express.
В феврале 2016 года компания приобрела Kimono Labs — небольшой стартап из бизнес-инкубатора Y Combinator, разработавший технологию создания программного захвата структурированных данных с веб-сайтов; притом публичный сервис Kimono в результате сделки был немедленно закрыт. В мае 2016 года заключён крупный контракт с Командованием спецопераций на сумму $222 млн, в то же время появились сообщения о намерении компании выкупить у сотрудников акции на сумму $225 млн.
29 сентября 2020 года акции компании выведены на Нью-Йоркскую фондовую биржу в форме прямого размещения; в результате размещения привлечено около $1,9 млрд, а капитализация составила $16 млрд.

## Инвестиции и показатели деятельности
Основной инвестор компании — фонд ЦРУ In-Q-Tel, к 2013 году вложил в Palantir более $300 млн — больше, чем в любую другую организацию и около 9,5 % общей суммы инвестиций в стартапы за всё время существования. Крупные инвестиционные раунды состоялись в сентябре 2014 года ($444 млн) и в декабре 2015 года ($880 млн), по результатам последнего из них компания оценена в $20 млрд, значительное участие в раундах приняли китайские инвесторы, также среди участников — O1 Group российского предпринимателя Бориса Минца. Общая сумма инвестиций в компанию по состоянию на конец 2015 года составила $2,32 млрд.
В 2011 году выручка компании оценена на уровне $250 млн, в 2012 году оборот составил $300 млн.
В 2016 году в отчёте перед инвесторами компания заявила о заключённых за 2015 год контрактах на сумму $1,7 млрд, при этом операционные доходы составили $420 млн при расходах $500 млн.
Средняя зарплата разработчика в Palantir по состоянию на 2016 год отмечена на уровне $125–135 тыс. в год — ниже, чем в среднем для квалифицированных программистов в Кремниевой долине, что менеджеры пытаются компенсировать опционами на акции компании для сотрудников, игровыми и увлекательными элементами в трудовых процессах, «инфантильной» корпоративной культурой.
Выручка за 2019 год — $743 млн, из которых 53 % — государственные контракты, чистый убыток — $580 млн.

## Заказчики
Ключевые заказчики — американские силовики и спецслужбы: ЦРУ, ФБР, Министерство обороны США, Военно-воздушные силы США, Корпус морской пехоты США, Командование специальных операций США, Военная академия США, Иммиграционная и таможенная полиция США (ICE) , городские полицейские департаменты Нью-Йорка и Лос-Анджелеса. При этом военные заказчики кроме систем от Palantir широко используют и другие решения, пересекающиеся по функциональному предназначению, в частности, в 2013 году Армия США ввела в эксплуатацию систему аналитической обработки данных собственной разработки (Distributed Common Ground System), обошедшуюся ей в $2,3 млн.
Крупные заказчики в инвестиционно-финансовом секторе — JP Morgan Chase, Bank of America, SAC Capital. Примечательный проект в инвестиционном секторе был проведён Palantir по заказу Securities Investor Protection Corporation с целью сбора доказательств, разоблачающих финансовую пирамиду Бернарда Мейдоффа. Крупнейший коммерческий заказчик — BP, с которой в 2014 году заключён контракт на $1,2 млрд на десять лет. Среди крупных производителей товаров массового спроса клиентами компании являются корпорации Kimerbly-Clark и Hershey´s. К 2015 году доля коммерческих заказчиков в доходах компании составила 60 %.
Типичный проект Palantir обходится заказчику в сумму от $5 млн до $100 млн, как правило 20 % от суммы сделки компания получает по предоплате, а оставшуюся часть — только после завершения проекта. Отдельные поставки коммерческим клиентам обходятся дешевле $1 млн, благодаря таким относительно низким ценам Palantir вытесняет традиционных поставщиков технологий визуального анализа данных для банков и инвесткомпаний, при этом существуют контракты, приносящие компании более $1 млн в месяц. Сообщалось об отказе фирмы от заключения контрактов с некоторыми заказчиками по этическим соображениям, среди таковых назывались китайские спецслужбы и табачные компании; тем не менее, отдельные предложения Palantir, как, например, организация борьбы с WikiLeaks посредством дезинформации и атак на серверы некоммерческой организации, подвергались критике как неэтичные.
Украина
По словам основателя компании Алекса Карпа, продукты Palantir изменили методы поиска и обнаружения целей, применяемые украинской армией, а также способы борьбы с терроризмом. По данным британского еженедельника The Economist, Palantir несомненно оказывает поддержку Украине как самостоятельно, так и в составе разведывательного сообщества НАТО, так ВСУ использует систему искусственного интеллекта для определения целей для ударов по ним снарядами и ракетами.

## Продукты
Основная концепция продуктов фирмы — визуализация больших массивов данных из разнородных источников, позволяющая пользователям без технической подготовки находить взаимосвязи между объектами, обнаруживать совпадения между объектами и событиями вокруг них, выявлять аномальные объекты — Data Mining с упором на интерактивный визуальный анализ в духе концепции усиления интеллекта. В качестве источников программное обеспечение Palantir использует как традиционные базы данных и другие структурированные источники, так и тексты, аудио, видео. При этом считается, что для непосредственного использования продуктов организациям-заказчикам не требуется персонал с инженерными или программистскими навыками, так как вся работа ведётся в интуитивном графическом пользовательском интерфейсе, а запросы к источникам формулируются на естественном языке.

### Gotham
Gotham — продукт, ориентированный для государственных спецслужб, изначальное наименование продукта — Government — отражало секторальную специфику.
Центральный механизм хранения в Gotham использует технику онтологий, средствами которых разнородные данные из множества источников оснащаются смысловой информацией и унифицируются для совместного анализа. Онтологии в продуктах Palantir могут быть одного из трёх типов:
- сущности — cубъекты или объекты реального мира,
- события — действия над сущностями, происходящие в определённый момент времени и в определённой точке пространства,
- документы — подтверждения сведений о реальном мире, сведённые в унифицированный формат (используется HTML).

Средства семантического поиска в платформе используют возможности составления сложных запросов к онтологиям, в частности, поддерживается поиск по близости значения, есть также средства фонетического поиска. Установленные пользователями-аналитиками факты и взаимосвязи также хранятся в семантической форме и участвуют в последующем анализе. Платформой поддерживается подключение генетических алгоритмов, специализированным образом разрабатываемых для тех или иных сфер деятельности. Также составной частью платформы является подсистема групповой работы пользователей, позволяющая аналитикам обмениваться сообщениями и результатами анализа.
Средства пользовательской загрузки данных, включённые в платформу — FEI (англ. front-end import, средство полуавтоматического забора информации с веб-сайтов), Kite (средство преобразование внешних структурированных данных во внутренний промежуточный формат pXML на основе XML), Raptor (средство полуавтоматической обработки больших структурированных файлов), Phoenix (обработчик журналов со встроенным распознаванием атрибутивной информации, например, адресов, номеров телефонов). Кроме того, предоставляется интерфейс прикладного программирования для создания дополнительных инструментов пользовательского забора данных для специфичных типов источников. Отдельно проработана задача пользовательского тегирования документов — разметки текстов смысловой информацией посредством указания привязок к новым или существующим сущностям, отметки событий, обогащения имеющихся объектов информацией; для поиска подходящего объекта может быть использован собственный диалект OWL (NetOwl), либо SAP Text Analytics. Основная техника пользовательского анализа накопленной информации — визуализация графов, в платформу включены различные средства по их перегруппировке, авторазмещению, в пользовательском интерфейсе работы с графами возможно устанавливать, скрывать и удалять связи, дополнять их объектами.

### Metropolis
Metropolis, изначально названный Finance в виду ориентации на финансовый сектор, в отличие от ориентированного на работу со взаимосвязями объектов Gotham, в большей степени сфокусирован на обработку числовой информации, выявление аномалий и закономерностей в наборах измеримых данных. Основной алгоритмический объект в Metropolis — так называемая метрика, которая задаёт унифицированные правила интерпретации для разнородных числовых данных, и тем самым обеспечивающая возможность применения методов класса data mining для всего массива доступных данных. С продуктом поставляется некоторый набор предопределённых метрик для основных случаев, а также предоставляется интерфейс прикладного программирования для создания специфических метрик. В пользовательском интерфейсе Metropolis предоставляются возможности визуального анализа над элементами управления в стиле «проводника», электронных таблиц, проработаны специальные интерфейсные решения для регрессионного анализа и анализа временных рядов.

### Analyzethe.us
Продукт Analyzethe.us предназначался для анализа информации по американским открытым данным, в основном — по наборам, опубликованным на Data.gov, а также по источникам неправительственных организаций; основные предметные области — расходы федерального бюджета, госконтракты, лоббирование, финансирование избирательных кампаний. Пользователям предлагалось бесплатно с сайта analyzethe.us запустить java-приложения (работавшие вследствие ошибки в используемой версии Java Web Start только под Windows), которые подключались к серверам Palantir для доступа к данным; такое распространение продукта было нацелено на популяризацию платформы Gotham, на основе которой сделаны приложения.
С середины 2010-х годов сайт не функционирует.

## Конкуренция
Основной конкурент на рынке средств визуального анализа взаимосвязей между объектами в больших массивах данных для целей спецслужб и корпоративной безопасности — британская компания i2 (с 2011 года принадлежит корпорации IBM); одним из острых проявлений конкуренции стал иск i2 к Palantir, поданный в начале 2011 года, в котором британская фирма обвинила сотрудников Palantir в получении доступа к её программным продуктам обманным путём и копировании некоторых технических решений.
С точки зрения рынка программных средств для предотвращения мошенничества и злоупотреблений в организациях Palantir рассматривается как поставщик решений «пятого слоя» — обеспечивающих анализ взаимосвязей внутренних и внешних субъектов контроля, и считается одним из лидеров, наряду с Centrifuge, i2, SynerScope, Detica (с 2014 года принадлежит BAE Systems), SAS Institute, Securonix. Среди производителей программного обеспечения, близкого по возможностям предсказания событий в реальном мире на основе анализа взаимосвязей объектов, называется шведско-американский стартап Recorded Future, также финансируемый ЦРУ. В инвестиционно-банковском секторе программное обеспечение Palantir зачастую устанавливалось в предпочтение традиционным решениям от IBM, Booz Allen и Lockheed Martin за счёт более быстрого развёртывания и относительно невысокой цены.